# Antonio Jiménez-Landi
Antonio Jiménez-Landi Martínez (Madrid, 13 de junio de 1909 – Madrid, 16 de marzo de 1997) fue un humanista e historiador español. Se le ha considerado el cronista de la historia de la Institución Libre de Enseñanza,  labor por la que se le concedió a título póstumo el Premio Nacional de Historia de España.

## Biografía
Hijo del astrónomo Pedro Jiménez-Landi y María Pilar Martínez de Ojeda, maestra. Se formó en la Institución Libre de Enseñanza (ILE), en razón de la relación de trabajo que con ella tenían como astrónomos del Observatorio de Madrid, su padre (alumno y profesor de la institución) y su abuelo, Eulogio Jiménez, uno de los fundadores. Se matriculó en Filosofía y Letras en la Universidad de Madrid, pero tuvo que abandonar los estudios al estallar la guerra civil española. Después, abolida por el franquismo la Institución y perseguidos sus miembros, Jiménez-Landi no pudo concursar a oposiciones de cátedra porque se negó a firmar la exigencia del régimen de que nunca había estado vinculado a la Institución.
En la década de 1950 se incorporó a la Editorial Aguilar donde dirigió varios proyectos. Sin embargo, su obra más importante fue la edición en cuatro tomos de una historia de la Institución Libre de Enseñanza que se conoce, con carácter general como La Institución Libre de Enseñanza y su ambiente, editada con el apoyo de la Universidad Complutense de Madrid y la Editorial Taurus, y por la que recibió a título póstumo el Premio Nacional de Historia de España concedido por el Ministerio de Cultura español. Murió en Madrid, a los 87 años de edad.

### Reconocimientos
En el año 2006 se terminó de construir en la localidad toledana de Méntrida un instituto con su nombre.

## Obras
- Las horas del día. Aguilar, 1957.[8]
- Esos días. Aguilar, 1965. ISBN 978-84-032-9004-4
- The Treasure of the Muleteer and Other Spanish Tales (Retold by Antonio Jiménez-Landi) Translated to English by Paul Blackburn. Doubleday & Company 1974. ISBN 0-385-08027-1 (Trade) ISBN 0-385-07041-1 (Prebound)
- La Institución Libre de Enseñanza y su ambiente. Universidad Complutense, 1996. ISBN 84-89365-57-1
- La Institución Libre de Enseñanza (4 tomos). Editorial Taurus, 1987. ISBN 9788430635139. Edición en línea de la Universidad de Barcelona
- Breve historia de la Institución Libre de Enseñanza (1896-1939). Tébar, 2010. ISBN 978-84-7360-350-8
- Manuel Bartolomé Cossío, una vida ejemplar: (1857-1935), Instituto Alicantino de Cultura Juan Gil-Albert, Alicante, 1989. ISBN 84-7784-019-9
- Semblanza humana de Manuel B. Cossío, Bedia, 1984. ISBN 84-7269-024-5
- Historia de Méntrida, 2003[9]